# ایونی‌ها
ایونی‌ها، (به یونانی: Ἴωνες) یکی از چهار گروهی بودند که یونانی‌های باستان باور داشتند، که یونانی‌های خالص به آن چهار دسته تقسیم شده‌اند. گروه‌های دیگر: دوری‌ها، آخه‌ای‌ها و آیولی‌ها بودند.
ایونی‌ها به هوش و جسارت مشهور بوده و خود را از نسل ایون فرزند کسوتوس می‌دانستند. آن‌ها در سواحل لازستان و دریای سیاه مهاجرنشین‌هایی تأسیس کردند. ایونیه کشوری قدیم در ساحل غربی آسیای صغیر در ساحل دریا، مابین خلیج‌های کنونی ازمیر و مندلیا مجاور «سارد» بوده‌است. یونانی‌های مهاجر، ساکن این محل بودند. شهرهای اصلی آن ملط، سامس، افسوس، کلوفون و کیوس است. ایونی‌ها مستعمرات بسیاری در دریای اژه و دریای سیاه به وجود آوردند. ایونیه در سدهٔ ششم پس از میلاد بزرگ‌ترین مرکز انتشار تمدن یونانی‌ها گردید. نام «یونان» که ایرانی‌ها به کشور یونان (هِلاس) دادند از نام همین مردم برگرفته شده‌است.